# Sillery (Marne)
Sillery é uma comuna francesa na região administrativa de Grande Leste, no departamento de Marne. Estende-se por uma área de 9,2 km². Em 2010 a comuna tinha 1 834 habitantes (densidade: 199,3 hab./km²).